# Restio filiformis
Restio filiformis är en gräsväxtart som beskrevs av Jean Louis Marie Poiret. Restio filiformis ingår i släktet Restio och familjen Restionaceae. Inga underarter finns listade i Catalogue of Life.